# 53252 Sardegna
53252 Sardegna è un asteroide della fascia principale. Scoperto nel 1999, presenta un'orbita caratterizzata da un semiasse maggiore pari a 2,7668560 UA e da un'eccentricità di 0,2042764, inclinata di 9,91606° rispetto all'eclittica.
L'asteroide è dedicato all'omonima isola.